# Forêt de Lespinasse
La forêt de Lespinasse, forêt bimillénaire, essentiellement peuplée de chênes, se situe dans le nord du département de la Loire, au nord ouest du Roannais. La forêt est classée  "Espace naturel sensible"  et "zone naturelle d'intérêt écologique, faunistique et floristique", elle est intégrée dans la démarche Natura 2000.

## Géographie
La forêt de Lespinasse est située au nord du département de la Loire. Elle est bordée à l'ouest par les monts de la Madeleine, à l'est par ceux du Beaujolais et au sud par le seuil de Neulise. Au nord elle se prolonge par la Sologne bourbonnaise. La superficie totale de la forêt de Lespinasse est de 622 hectares, dont 453 pour la forêt publique, propriété départementale, et 169 de propriétés privées. Elle s’étend sur trois communes : Noailly (410 ha, dont 283 de propriété départementale), Saint-Forgeux-Lespinasse (128 ha dont 94 de propriété départementale  et Vivans (84 ha  dont 76 de propriété départementale ).
L'altitude varie entre 305 m et 360 m. Des ruisseaux traversent la forêt et s'écoulent vers la Teysonne, rivière qui se jette dans la Loire, 15 kilomètres après. 
La forêt fait partie du bassin d'effondrement de Moulins.

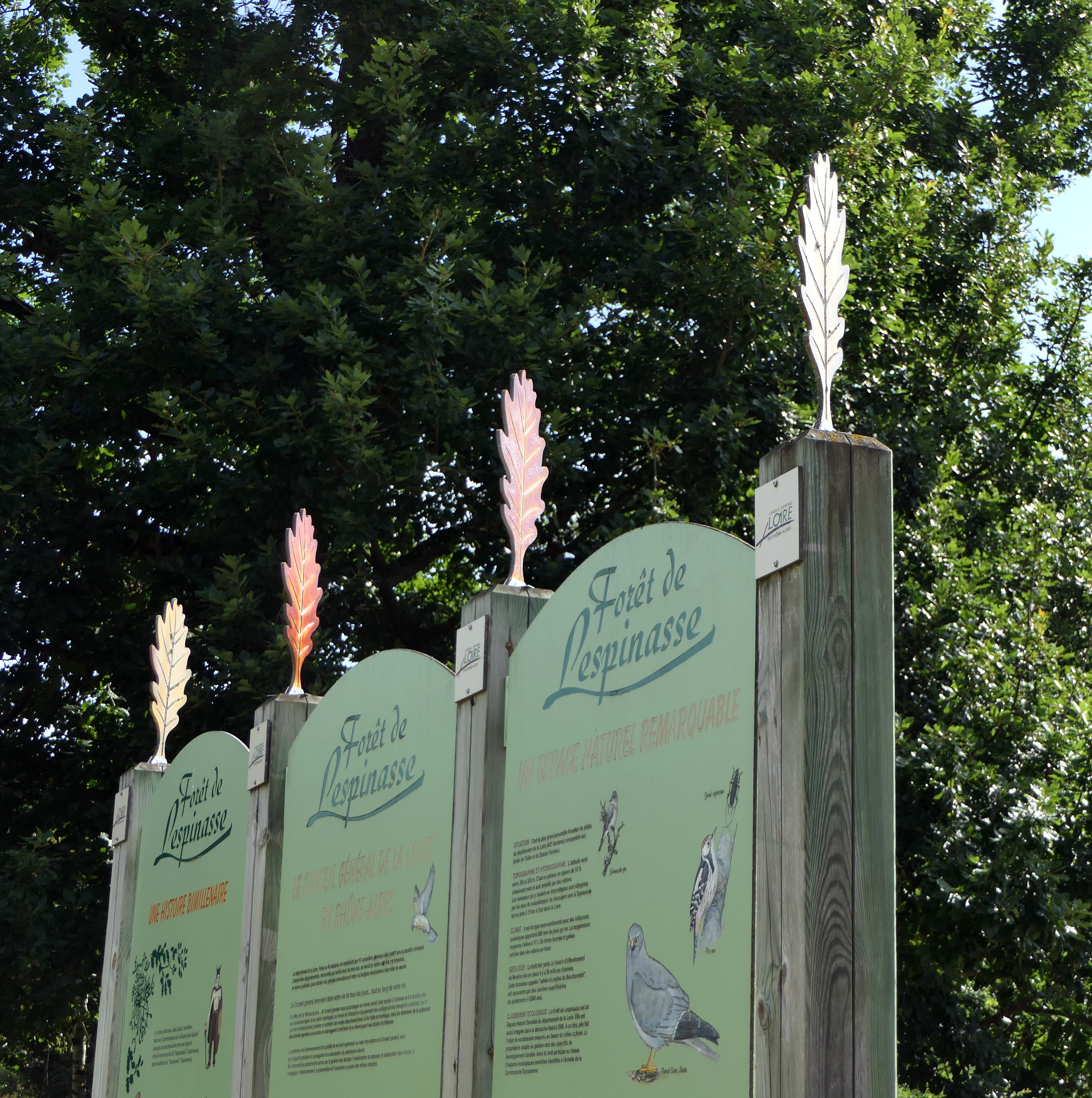
L'entrée de la forêt, au Grand couvert, les panneaux d'information

## Histoire
La forêt de Lespinasse, a une histoire très ancienne. Jules César l'évoque  dans ses Commentaires sur la guerre des Gaules en faisait référence à une escarmouche entre les arvernes et ses légions à Aspinassia (Lespinasse) dans la vallée de la Texonnaria (Teyssonne.
Durant 2000 ans la forêt appartint à diverses familles :  les d’Albon-Saint-André, alliés aux l’Espinasse, les Mayne du Bourg, les de Bouce-Pontcemat, les de Vichy, Bourbon, Nompère, Chavagnac, Levis de Chateaumonand, Lostange, Vauborel, Montbarrey... La famille de Noailles, la posséda  à son tour jusqu’à ce qu'après le décès de la duchesse, en 1860, un partage familial intervint entre les branches Noailles et Levis-Mirepoix. L’un hérita des bois, l’autre des terres de cultures. En 1923, la forêt proprement dite fut achetée par les Mines de Montrambert La-Béraudière (devenues Houillères de la Loire), tandis que le domaine de Briquelandière  et son château devenaient propriété d’un Roannais M. Verruy, auquel succéda M. Gouttebaron. C’est en 1968 que la forêt de Lespinasse devint propriété du Conseil Général de la Loire pour préserver le patrimoine forestier et pour l’ouvrir aux habitants de l’agglomération roannaise. 

La forêt
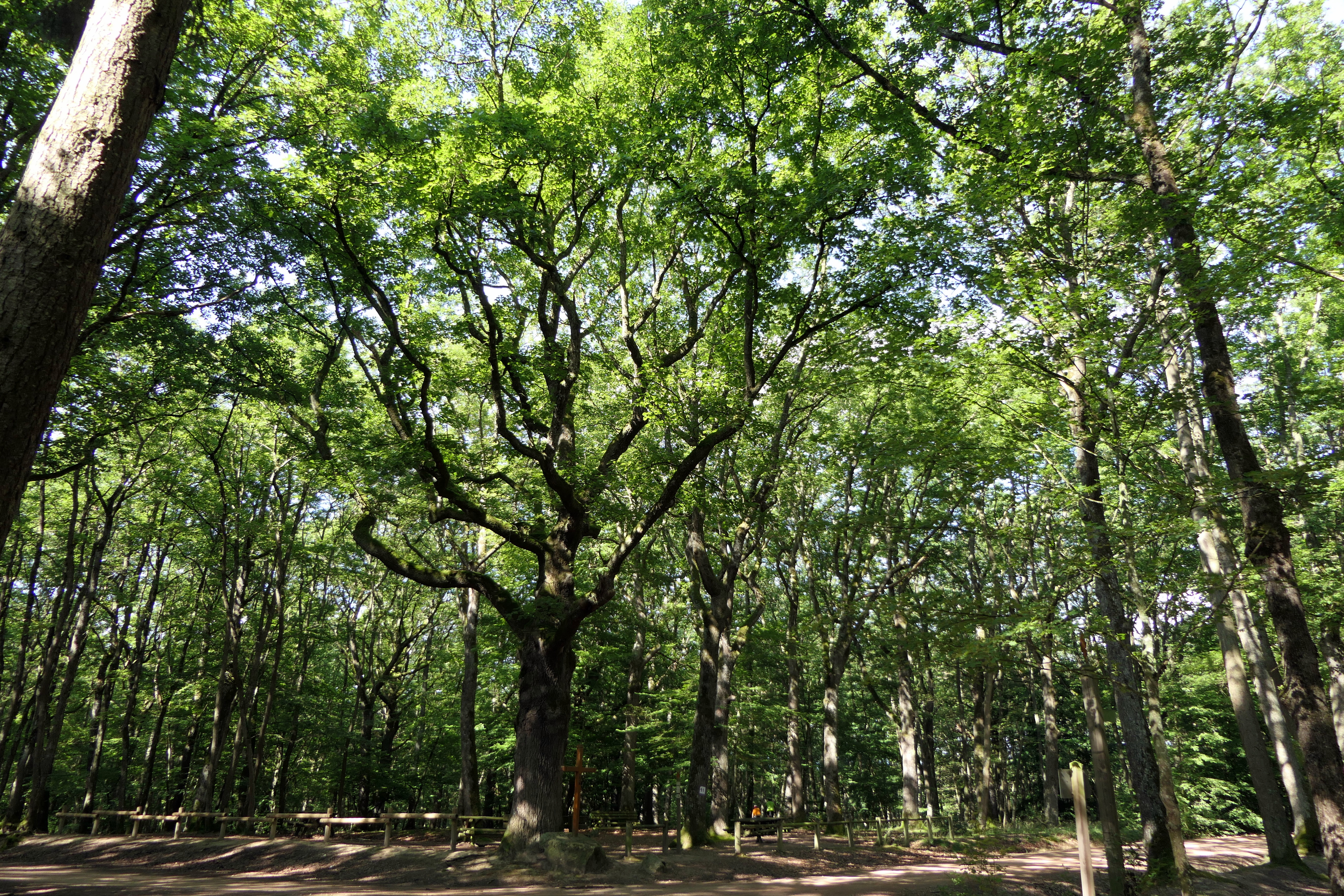
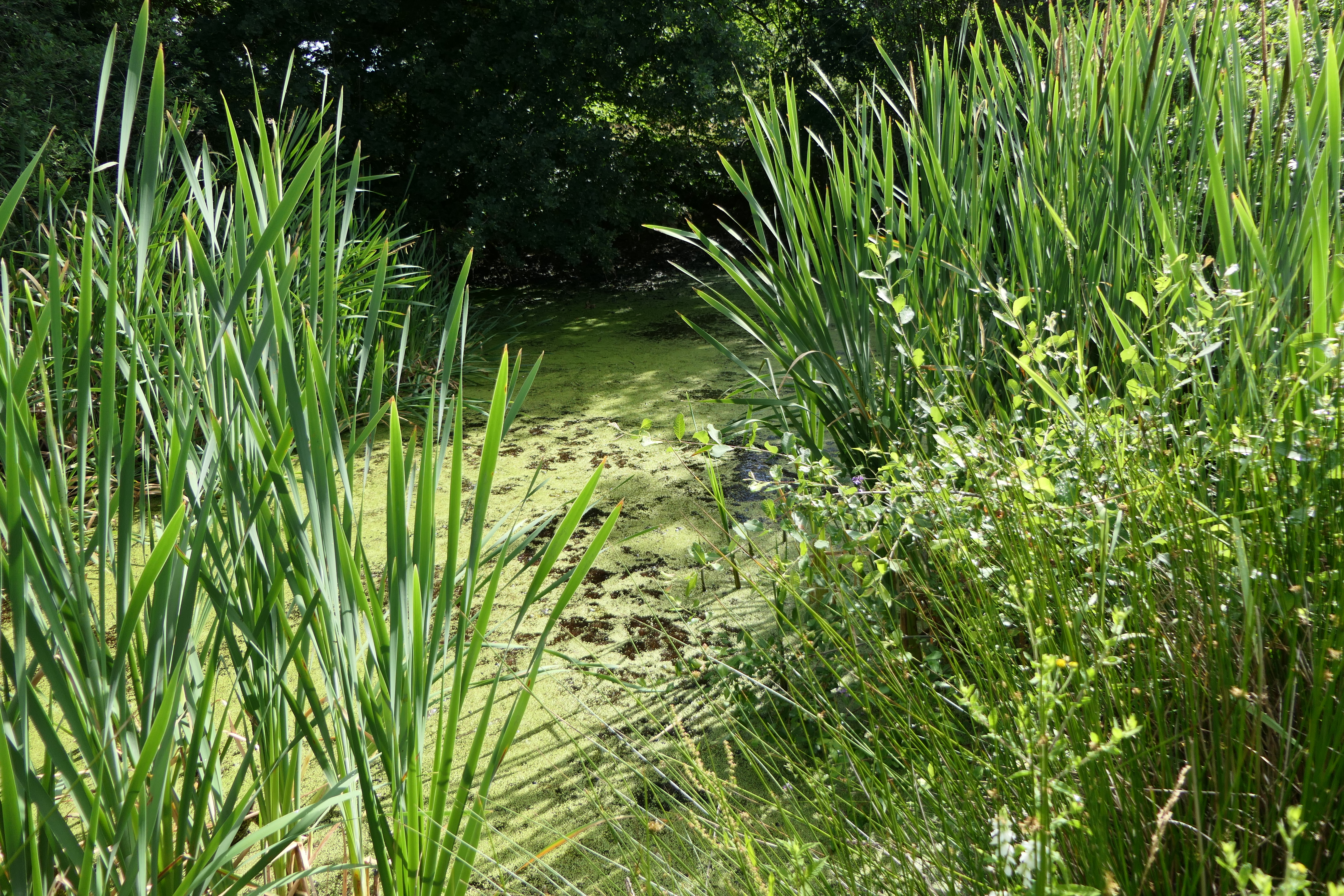
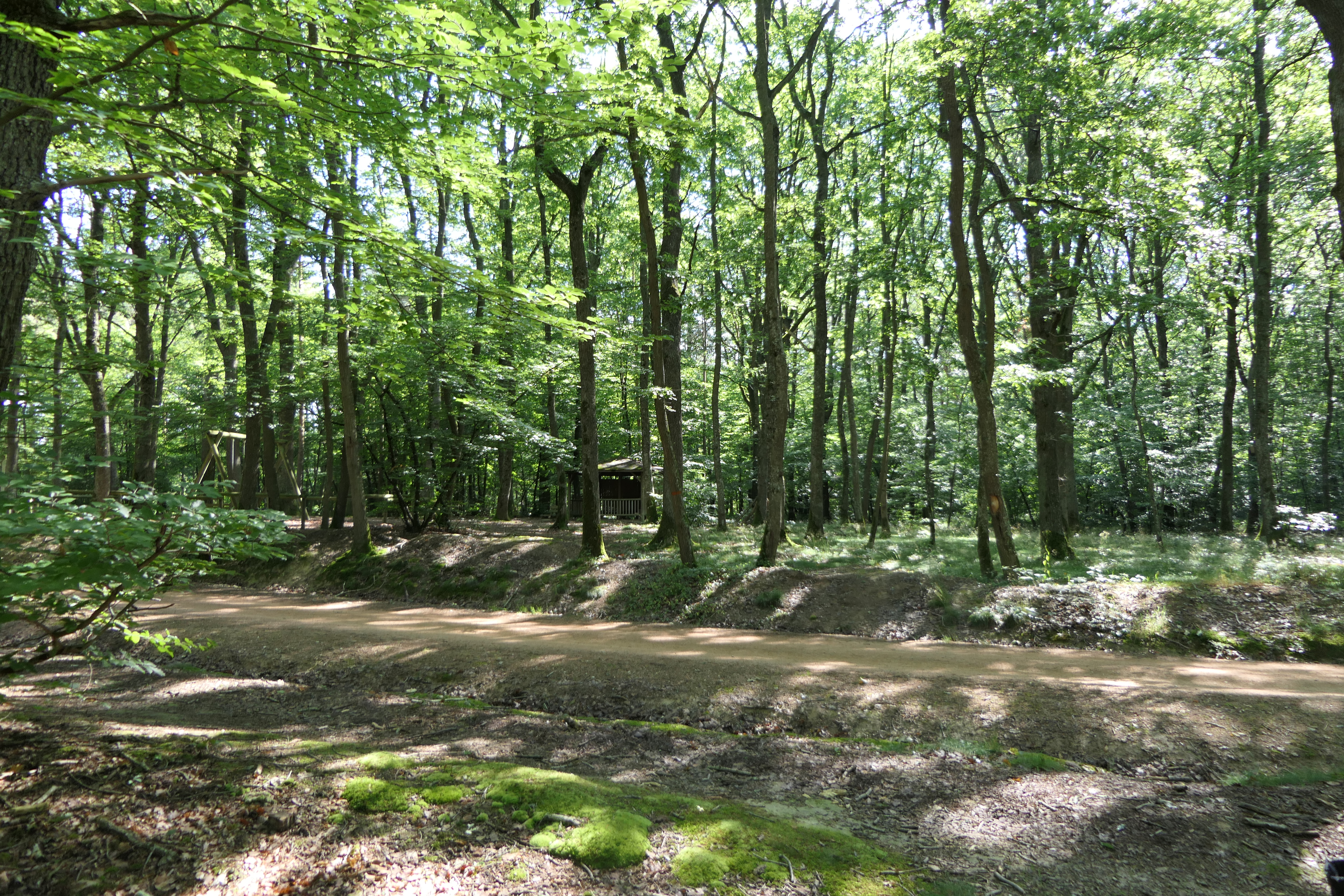

## Gestion de la forêt, accueil
La forêt est gérée par le Conseil départemental de la Loire ainsi que par l’Office National des forêts. Elle fait l’objet d’un aménagement forestier révisé pour la période 1998-2017. Quatre objectifs ont été définis : l’accueil du public, la protection des paysages, la production de bois de chêne de qualité et la conservation des milieux et des espèces.
Plusieurs circuits balisés, dont un circuit VTT permettent de découvrir la forêt, dont  le sentier d'interprétation du chêne Président. Des aires de pique-nique sont aménagés. La pêche est possible dans trois étangs. Le Grand Couvert est un lieu d'accueil. Le bâtiment, situé sur la commune de Vivans, a été restauré à l'initiative du Conseil général de la Loire en 2003. Il était anciennement utilisé pour le séchage des tuiles et des briques. Il accueille des expositions temporaires  ainsi que des classes sur le temps scolaire ou sur  le temps de loisirs. 

## Richesse de la forêt

### Richesse Économique
La forêt a toujours été utilisée pour la production de bois, pour la chasse et la pêche.  L'achat de la forêt en 1923 par les Mines de Montrambert et de La-Béraudière (Houillères de la Loire) répondait aux besoins de boisement des galeries des mines de charbon. 

### Richesse Écologique
Les chênes rouvres et pédonculés, sont les plus nombreux, les  charmes, aulnes, frênes sont aussi présents.  . La forêt accueille des espèces animales propres à la forêt : chevreuils, sangliers, écureuils, pics...certaines espèces sont rares et protégées : 

#### La faune
- Le crapaud  sonneur à ventre jaune (Bombina variegata)
- Le triton crêté (Triturus cristatus)
- Prionus coriarius, insecte rare de la famille des coléoptères
- Pic mar,  petit pic noir et blanc avec le dessus de la tête rouge,
- Vespertilion de Bechstein , espèce de chauve-souris

#### La flore
- Petite scutellaire (Scutellaria minor)
- Utriculaire commune  (Utricularia vulgaris), plante carnivore aquatique d’eau douce.